# Jean-Rémy de Chestret
Jean-Rémy de Chestret was burgemeester van Luik in 1720, 1745, 1747 et 1752. Zijn zoon Jean-Louis de Chestret et zijn kleinzoon Jean-Remy de Chestret waren ook burgemeester van Luik, in 1751 voor de eerste en in 1784 en 1789 voor de tweede.
Hij was getrouwd met Catharina van Delft, met wie hij 15 kinderen had. 